# Sabine Brogle
Sabine Brogle (* 3. Mai 1965 in Ettenheim) ist eine deutsche Behindertensportlerin, mehrfache Europameisterin, Weltmeisterin und Medaillengewinnerin bei den Paralympischen Spielen.

## Leben
Sabine Brogle ist in Ettenheim am 3. Mai 1965 geboren. Seit einem Motorradunfall 1983 ist sie querschnittsgelähmt. Sie ist gelernte englische Wirtschaftskorrespondentin und seit 2002 in der BG Unfallklinik Murnau als Peer in der Pflege angestellt. Sie lebt zurzeit in Altdorf.
Trotz ihrer schweren Behinderung wollte Brogle auf eine sportliche Betätigung nicht verzichten. Sie wählte als Disziplin den Schießsport. Ihre Sparten innerhalb des Schießsportes sind dabei Luftgewehr stehend mit 40 Schuss (Wettbewerb R2) und Kleinkaliber Dreistellung, 3x20 Schuss (Wettbewerb R8).
Aufgrund einer Schulterverletzung konnte Sabine Brogle bei den Sommer-Paralympics 2016 in Rio nicht starten. Nach eigenen Angaben möchte sie in Tokio 2020 antreten.

## Sportliche Erfolge

### Paralympische Spiele
Sabine Brogle nahm bislang an den Paralympischen Spielen in Atlanta 1996, Sydney 2000, Athen 2004 und Beijing 2008 teil. Dabei konnte sie dreimal Bronze und zweimal Silber gewinnen.

### Weltmeisterschaften
Zwischen 1993 und 2014 nahm Brogle an vier Weltmeisterschaften teil. Sie wurde dabei einmal Weltmeisterin in der Teamwertung, einmal Vize-Weltmeisterin in der Einzelwertung, zweimal Vize-Weltmeisterin in der Teamwertung und dreimal Dritte in der Einzelwertung.

### Europameisterschaften
Zwischen 1993 und 2005 nahm sie an fünf Europameisterschaften teil. Sie wurde dabei zweimal Europameisterin in der Einzelwertung, fünfmal Vize-Europameisterin in der Einzelwertung, viermal Vize-Europameisterin in der Teamwertung und einmal Dritte in der Teamwertung.

### Silbernes Lorbeerblatt
Für ihre sportlichen Leistungen wurde sie 2005 mit dem Silbernen Lorbeerblatt ausgezeichnet.